# قئیرمه (شهرستان چوی)
قئیرمه (به لاتین: Kayyrma) یک منطقهٔ مسکونی در قرقیزستان است که در شهرستان چوی واقع شده‌است. قئیرمه ۸۳۷ نفر جمعیت دارد و ۱٬۲۸۰ متر بالاتر از سطح دریا واقع شده‌است.